# Gransjön (Bergstena socken, Västergötland)
Gransjön är en sjö i Vårgårda kommun i Västergötland och ingår i Göta älvs huvudavrinningsområde.